# تنوخيون

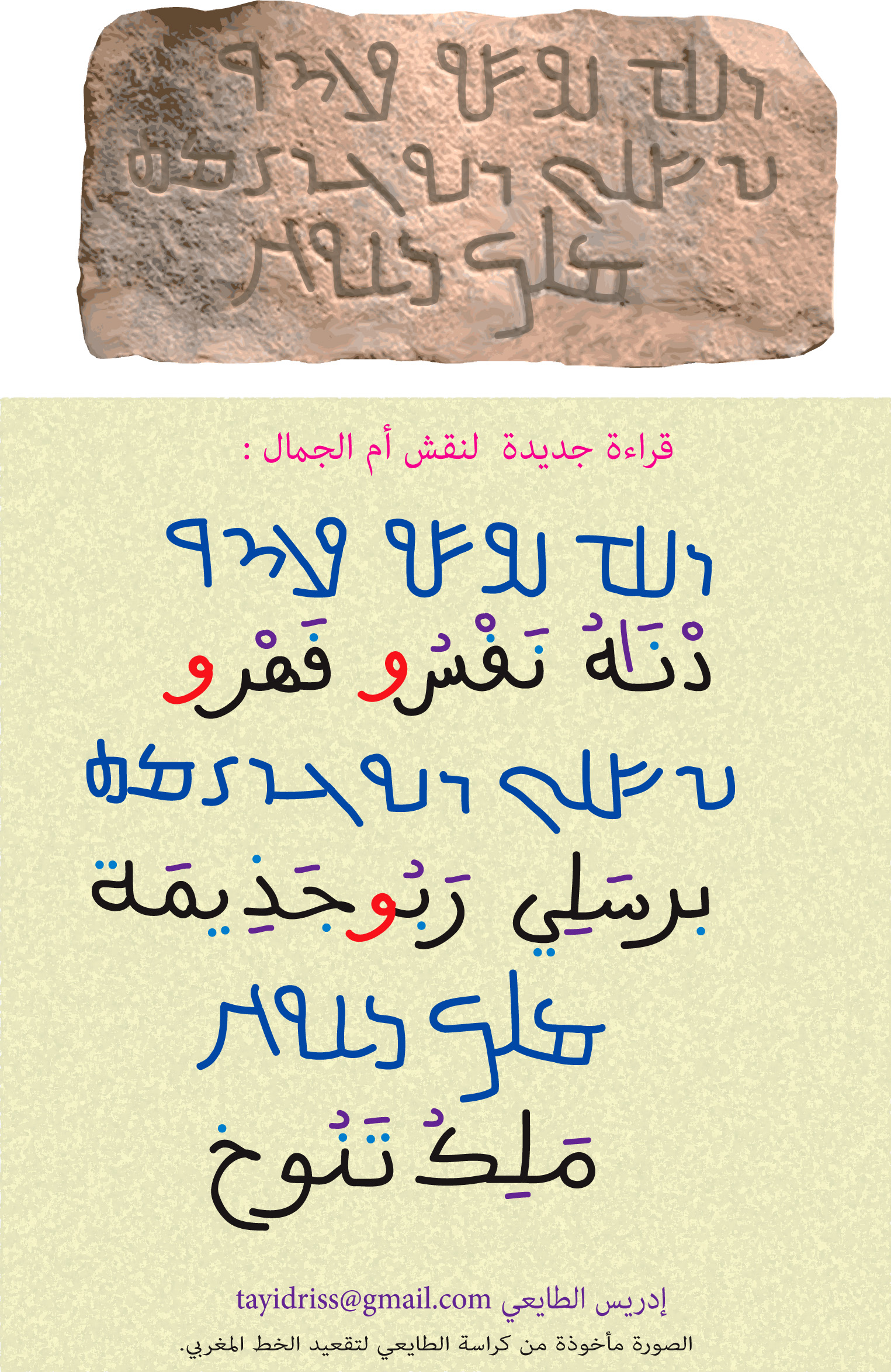
نقش أم الجمال الأول، الترجمة: هذا قبر فِهر بن شلي سيد جُذيمت ملك تنوخ، لا يعرف بالضبط من هو فِهر بن شلي، وقد يكون شيخا قبليا. النقش يذكر اسم الملك التنوخي جذيمت (جذيمة الأبرش) وقد قدر تاريخ النقش من قبل مكتشفه المستشرق الألماني أ. لتمان (في بدايات القرن العشرين) بين العامين 250 و270 ميلادي^{[1]}. وقد تم تحديد تاريخه بناء على معرفة الباحثين لتاريخ حكم الملك التنوخي جذيمت والذي ذُكر اسمه تحديدا في هذا النقش كملك تنوخ.

التنوخيون أو تنوخ قبائل عربية كانت تقطن في جنوب سوريا والأردن (مملكة الأنباط سابقا) وغربي العراق وشمال شبه الجزيرة العربية منذ القرن الأول قبل الميلاد. أحياناً تطلق عليهم المصادر اليونانية اسم «ساراكينوس».
كان جذيمة الأبرش ملكاً على قبائل التنوخيين المذكورة في نقوش أم الجمال والنمارة. ومن القبائل التنوخية قبيلة لخم/المناذرة التي أسست مملكة الحيرة في العراق وقبيلة الغساسنة الذين حكموا جنوب بلاد الشام. وتقول الاساطير العربية أن التنوخيين حاربوا زنوبيا ملكة تدمر غير أن ذلك لا يمكن إثباته. وبعد موت النعمان بن منذر من قبل كسرى أدى الى احفاد النعمان بن المنذر أن الانقلاب ضد الفرس ودخلو الحرب مع بكر بن وائل وانتصرو بل المعركه معركه ذي قار
استعمل التنوخيون الخط النبطي وبلغة عربية في نقوشهم وكانوا حلفاء الرومان ويبدو أنهم استطاعوا إخضاع قبائل مثل نزار ومعد وأزد التي كانت تقطن في شمال الجزيرة العربية.

## التاريخ
حسب هشام الكلبي، كان أول ملوك تنوخ مالك بن فهم ثم خلفه بعد موته أخوه عمرو بن فهم ثمّ جذيمة الأبرش، وجاء بعد جذيمة الأبرش ابن أخته وولي عهده الملك عمرو بن عَديّ الذي يُعتبر جد الملوك اللخميين المناذرة.
ويبدو أن ملك تنوخ مالك بن فهم كان يحمل نفساً أبية وهمة عالية، وروحاً تواقة، ولذلك فما إن استتبت له شؤون المُلك والزعامة في بادية الشام واجتمعت إليه كلمة العرب في المنطقة حتى تسامى بهمته إلى أرض العراق مستثمراً حالة الشقاق والخلاف بين ملوك الطوائف وطامحاً لتأسيس مملكة عربية كبرى تسيطر على كامل المنطقة. وهكذا تحركت هذه الموجة العربية العارمة إلى أرض العراق، بمجموعتين أو جيشين قاد الجيش الأول منهما – كما يقول ابن الأثير في كتابه الكامل في التاريخ زعيم قبيص الحيقاد بن الحنق، وقصد هذا وجيشه مملكة الأرمانيين الذين سكنوا بابل وما حولها، فأغاروا عليهم، ثم جاء الجيش الثاني بقيادة مالك بن فهم ملك تنوخ في جمع كبير من قبائل العرب فهاجم الأرمانيين وأجلاهم عن الأرض التي كانوا يسيطرون عليها وتابع طريقه إلى مملكة الأردوانيين فأخرجهم من الأرض التي حكموها واستقر المقام بمالك بن فهم ومن معه في منطقة الأنبار حتى حدود الحيرة لتأسيس أول مملكة عربية تمتد من حدود الحيرة شرقا وحتى حوران غرباً. وبالطبع فإن العراق تحول في هذه الأثناء من إقليم إلى مملكة يتبع الدولة العربية العتيدة.
في عهد الملك مالك بن فهم تأسست الأرضية الصالحة لنشوء الدولة، غير أن شؤون الملك والحكومة لم تكن قد تطورت بعد. واستمرت هذه الحال إلى ما بعد موت مالك بن فهم وتولي شقيقه عمرو بن فهم سدة الحكم، غير أن هذا لم يعمر طويلاً فتوفي خلفه الملك جذيمة بن مالك المعروف بـالأبرش. يعتبر عدد كبير من المؤرخين جذيمة الأبرش الملك المُؤسس لمملكة اللخميين العرب في الحيرة والأنبار وسائر الجنوب العراقي امتدادًا إلى حدود عُمان، وهي المملكة التي كانت اللبنة الأولى لدولة المناذرة.
في عهد الملك جذيمة الأبرش استقر الملك للعرب وتطورت أساليب إدارة الحكم وشؤون المُلك، ولا شك أن جذيمة الملك استفاد من معارف الأرمانيين وأنظمتهم وأساليبهم في تدبير شؤون المُلك. ووصفه المؤرخون بأنه ملك عظيم ضم إليه شمل العرب وأسس لهم أركان دولة كبيرة وغزا بجيوشه الممالك المتاخمة لدولته الممتدة.
وجاء بعد جذيمة الأبرش ابن أخته وولي عهده الملك عمرو بن عَديّ الذي يُعتبر جد الملوك اللخميين المناذرة. وفي عهد عمرو بن عديّ تحالفت هذه المملكة العربية مع دولة الفرس الساسانيين التي تأسست وازدهرت في بلاد فارس، وبدأت تبسط نفوذها وسيطرتها على جزء كبير من العالم. وقد تولى الملك عمرو بن عديّ سدة الملك عام 268 للميلاد، واستمر حكمه حتى عام 288 للميلاد، وعاصر من ملوك ذلك الزمان الملك شمر يرعش ملك حمير التُبعي والملك سابور بن أردشير وبهرام هرمز بن سابور «الأول» ثم بهرام الثاني بن بهرام الأول ملوك الإمبراطورية الساسانية.
في هذه الفترة كانت البحرين إقليماً تابعاً لدولة المناذرة التي اختارت الحيرة عاصمة لها، وكان ملوك الحيرة ينتدبون من قبلهم ملوكاً محليين يمارسون ولايتهم على مناطق محددة من الدولة الشاسعة. وبالطبع كانت البحرين من هذه الممالك المحلية، أما «أوال» فكانت حاضرة البحرين الإقليم، وإليها كانت تعود شؤون حكم هذا الإقليم، غير أنه من الجدير بالذكر أن البحرين في هذه الأثناء وخاصة «أوال» كانت قد بدأت تعود إلى عهودها الزاهرة وازدهارها التجاري والاقتصادي وعادت من جديد لتشكل واحدة من أهم أسواق العرب وميناءً تصل إليه السلع والبضائع من مختلف أنحاء الدنيا، وكان يسكن البحرين في هذه الأثناء مجموعة قبائل عبد القيس وربيعة وإياد، فيما كانت ربيعة تسيطر على «أوال» بشكل خاص. وكان الملوك المحليون للإقليم من هؤلاء وهؤلاء، أي يكون الملك لعبد القيس تارة ولربيعة تارة أخرى، بينما تحتفظ كل قبيلة بزعيمها المباشر، أما الدولة الأم أي مملكة المناذرة فكانت تُقيم ما يشبه التحالف مع الإمبراطورية الساسانية ولم تكن تابعة لهذه الإمبراطورية في هذا الوقت.
استمرت ولاية عمرو بن عديّ على مملكة المناذرة نحو عشرين سنة خاض خلالها عدة حروب مع عدد من الممالك المحاذية، وكانت أشهر هذه الحروب حربه مع مملكة تدمر في بلاد الشام وهي حرب اختلطت فيها الأسطورة بالحقيقة وتمازج فيها الخيال بالواقع فدخلت بذلك ديوان الأقاصيص والروايات والسير الشعبية العربية.
أما التاريخ العربي الموثق فيحكي الكثير عن الملك التالي الذي جاء بعد عمرو بن عديّ وهو امرؤ القيس بن عمرو بن عدي الذي تجاوزت طموحاته طموحات من سبقه من الملوك العرب وكان بحق صاحب أول مشروع وحدوي لتوحيد الأرض العربية وتشكيل دولة عربية واحدة، تطاول بمكانتها الإمبراطوريتين السائدتين آنذاك، وهما إمبراطورية الفرس الساسانيين والإمبراطورية الرومانية. اعتلى الملك امرؤ القيس بن عمرو سدة المُلك عام 288 للميلاد، وعاصره من ملوك التبابعة في حميرَ ثلاثة ملوك هم: شمر يرعش ثم افريقس الملقب بذي القرنين، ثم يمريرجب. أما معاصروه من ملوك الإمبراطورية الساسانية فهم: بهرام الثالث ثم نرسي بن بهرام ثم هرمز بن نرسي ثم الإمبراطور الدموي سابور الثاني المُلقب بذي الأكتاف.

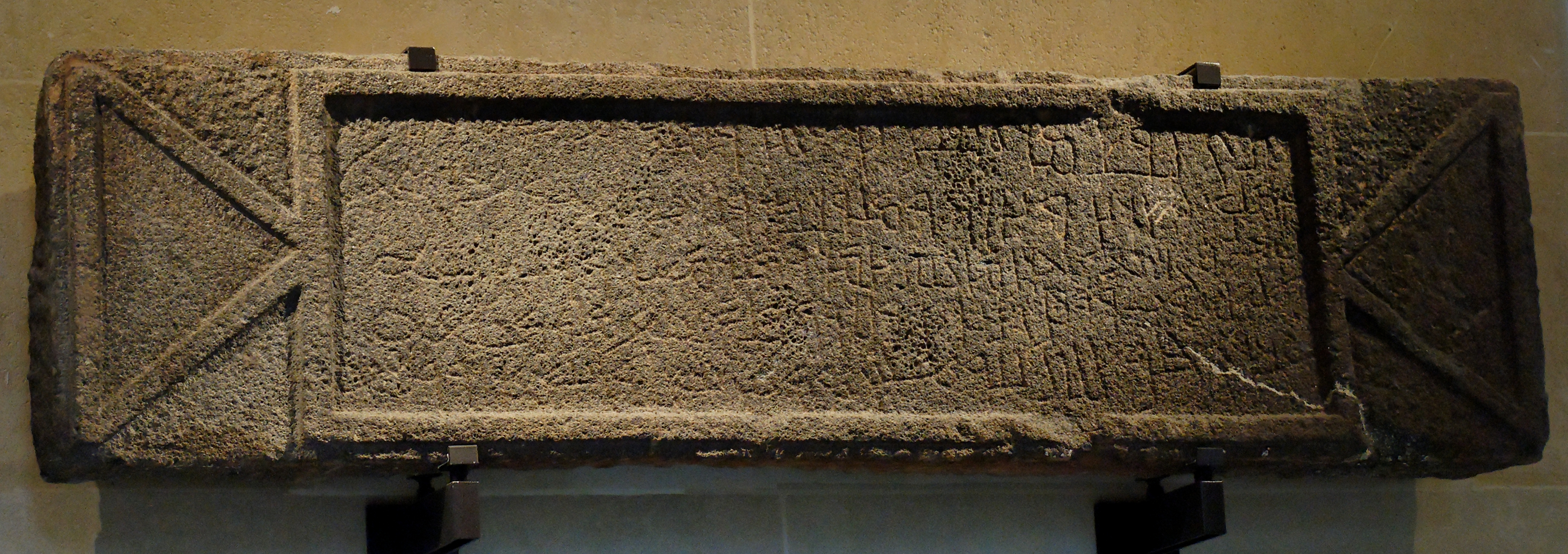
نقش النَّمارة أو حجر نمارة أو كما يعرف بنقش إمرئ القيس هو شاهد قبر امرؤ القيس بن عمرو اللخمي، أحد ملوك المناذرة في الحيرة قبل الإسلام. نقش النَّمارة أو كما يعرف بنقش إمرئ القيس يُعتقد أنه مرحلة سابقة للعربية الفصحى، ويرجع تاريخه إلى عام 328م وكان قد كتب بالخط النَّبطي المتأخر.

يعتبر امرؤ القيس بن عمرو واحداً من أقوى ملوك المناذرة، بل من أقوى ملوك العرب قبل الإسلام. استمر حكمه نحو أربعين سنة نهض خلالها إلى إنجاز حلمه الكبير لتوحيد العرب في دولة واحدة، فأخضع لسلطانه القبائل والملوك المحليين في سائر البلاد العربية كالحجاز ونجد وتهامة والعراق والشام وحدود اليمن، وغزا مملكة الحميريين التبابعة من اليمن فانتصر على الملك شمر يرعش وقلص نفوذه إلى ما وراء نجران، وهاجم بقبائل عبد القيس وربيعة القاطنين في البحرين سواحل بلاد فارس مستخدماً أسطولاً بحرياً حربياً كبيراً، فعبر إلى أرض الفرس واحتل أجزاءً منها كما هدد بغزواته مشارف الإمبراطورية الرومانية، إلا أنه ما لبث أن تصالح مع ملوك الرومان، وتحالف معهم إبان ظهور الإمبراطور الساساني سابور الثاني (ذي الأكتاف) وعودة القوة والازدهار إلى الدولة الساسانية التي سعت بمجرد اشتداد أمرها للثأر من هذا الملك العربي. وعثر على قبره المستشرق الفرنسي رينيه ديسو (1868 - 1958 م) بين خرائب النمارة في حوران. ومن بين أنقاض ذلك القبر وجد حجرا من البازلت مقاسه 4 أمتار و 40 سنتمترا في 3 أمتار و 30 سنتمترا تقريبا ويكون الحجر العتبة العليا من القبر، ومكتوب عليه بالحرف النبطي وهو أقرب إلى اللسان العربي كما هو شائع حينذاك طول متر وستة عشر سنتمترا عرض 23 سنتمترا كما توضحه الصورة المنقولة عن كتاب «تاريخ العرب قبل الإسلام» الجزء الثالث للدكتور جواد علي: وترجمة هذه الكتابة تقرأ على النحو التالي: 1- هذا قبر امرئ القيس بن عمرو ملك العرب كلهم الذي تقلد التاج. 2- وأخضع قبيلتي أسد ونزار وملوكهم وهزم مذحج وقاد. 3- الظفر إلى أسوار نجران مدينة شمر وأخضع معدا واستعمل بنيه. 4- على القبائل ووكلهم فرساناً للروم فلم يبلغ ملك مبلغه. 5- إلى اليوم. توفي سنة 223 م في اليوم السابع من أيلول سبتمبر. فيما ظل المُلك من بعده متداولاً في سلالة امرئ القيس بن عمرو غالب الأحيان وباستثناء فترات قليلة جداً، فقد توارث المُلك على الحيرة والدولة العربية المنذرية أبناء وسلالة امرئ القيس بن عمرو منذ عام 370 للميلاد وحتى عام 638 أي بعد بعثة الرسول  بنحو 27 سنة وهي السنة التي ازدهرت فيها حركة الفتوح الإسلامية خارج الجزيرة العربية حيث كان أول وصول للمسلمين إلى فارس من البحرين ومنها بدأ حملة القضاء على دولة الفرس، وهكذا ظلت البحرين ومنذ بدء التكوين التاريخي للمنطقة مؤثرة في مسارات أحداثها الكبرى وركيزة مهمة من ركائز بناء تاريخ المنطقة وظل ملوكها من أبرز صُناع التاريخ البشري في هذه البقعة من العالم، التي حفلت بالنُبوات تماماً كما اكتظت قبل ذلك بالأرباب الأسطوريين والآلهة المتخيلة جنباً إلى جنب مع الأرباب والآلهة الصنمية ثم منها خرج نور الإسلام ليعمَ العالم.
في القرن الحادي عشر، انضمت إلى التنوخيين القبائل القحطانيّة من جنوب شبه الجزيرة العربية، مثل بني معن. اعتنق عض التنوخيين الديانة الدرزية عندما قبل معظمهم واعتمدوا الرسالة الجديدة، بسبب علاقات قيادتهم الوثيقة مع الخليفة الفاطمي الحاكم بأمر الله. استقر بنو معن في جبل لبنان بأمر من حاكم دمشق للدفاع ضد الصليبيين، وأصبح معظم بني معن في لبنان في وقت لاحق من أتباع المذهب التوحيدي الدرزي. وقد هُزِموا في وقت لاحق من قبل قبيلة قيس المنافسة في معركة عين دارة، والذين أصبحوا أيضًا دروزا قيسيين.

## دولة اللخميين
بدأ حكم ملوك دولة اللخميين بعمرو بن عدي اللخمي كما يوضحه الجدول السابق، وبعد وفاته عام 288 م تولى الحكم ابنه امرؤ القيس بن عمرو، وهو من أقوى ملوك دولة اللخميين.
امرؤ القيس بن عمرو بن عدي وهو الملقب بالبدء. تولى الحكم عام 288 م وكان معاصرا من ملوك الفرس لبهرام الثالث ونرسى بن بهرام وهرمز الثاني بن نرلمى وسابور ذى الأكتاف. ويبدو من خلال تاريخ مدة حكمه التي استمرت أربعين عاما أن امرؤ القيس كان يهدف إلى توحيد العرب في دولة واحدة ويكون هو ملكا عليها. ولكن الظروف لم تساعده فقد مات بعيدا عن عاصمة مملكته عام 328 م.
وعثر على قبره المستشرق الفرنسي رينيه ديسو (1868 - 1958 م) بين خرائب النمارة في حوران. ومن بين أنقاض ذلك القبر وجد حجرا من البازلت مقاسه 4 أمتار و 40 سنتمترا 3 أمتار و 30 سنتمترا تقريبا ويكون الحجر العتبة العليا من القبر، ومكتوب عليه بالحرف النبطي وهو اقرب إلى اللسان العربي كما هو شائع حينذاك طول متر وستة عشر سنتمترا عرض 23 سنتمترا والمنقولة عن كتاب «تاريخ العرب قبل الإسلام» الجزء الثالث للدكتور جواد علي: وترجمة هذه الكتابة تقرأ على النحو التالي: 1- هذا قبر امرئ القيس بن عمرو ملك العرب كلهم الذي تقلد التاج. 2- واخضع قبيلتي أسد ونزار وملوكهم وهزم مذحج وقاد. 3- الظفر إلى أسوار نجران مدينة شمر واخضع معدا واستعمل بنيه. 4- على القبائل ووكلهم فرساناً للروم فلم يبلغ ملك مبلغه. 5- إلى اليوم. توفى سنة 223 م في اليوم السابع من أيلول سبتمبر وفق بنوه للسعادة. وكان أهل الشام وحوران وما يليهما يؤرخون في ذلك الوقت بالتقويم
البصروي نسبة إلى بصرى عاصمة حوران، وهو يبذأ بدخولها في حوزة الروم سنة 105 للميلاد. فإذا أضفنا هذا العدد إلى 223 المذكور على الحجر أصبح المجموع 328 للميلاد وهي نفس السنة التي ذكرناها أعلاه والتي توفى فيها امرؤ القيس.
ومما سجل على قبره أن امرأ القيس قد اخضع لسلطانه قبائل معد وفروعها وأن نفوذه امتد إلى البحرين وأطراف العراق والشام، كما أنه حارب شمر يرعش الحميري، وهذا ما يؤيده العلامة ابن خلدون بقوله: "ولما طك عمرو بن عدى ولى بعده على العرب وسائر من بادية العراق والحجاز ونجد والجزيرة امرؤ القيس بن عمرو بن عدي ويقال له البدء، وهو أول من تنصر من ملوك ال نصر كما ذكر ابن خلدون أن امرأ القيس قد تملك في عهد سابور ذي الأكتاف.

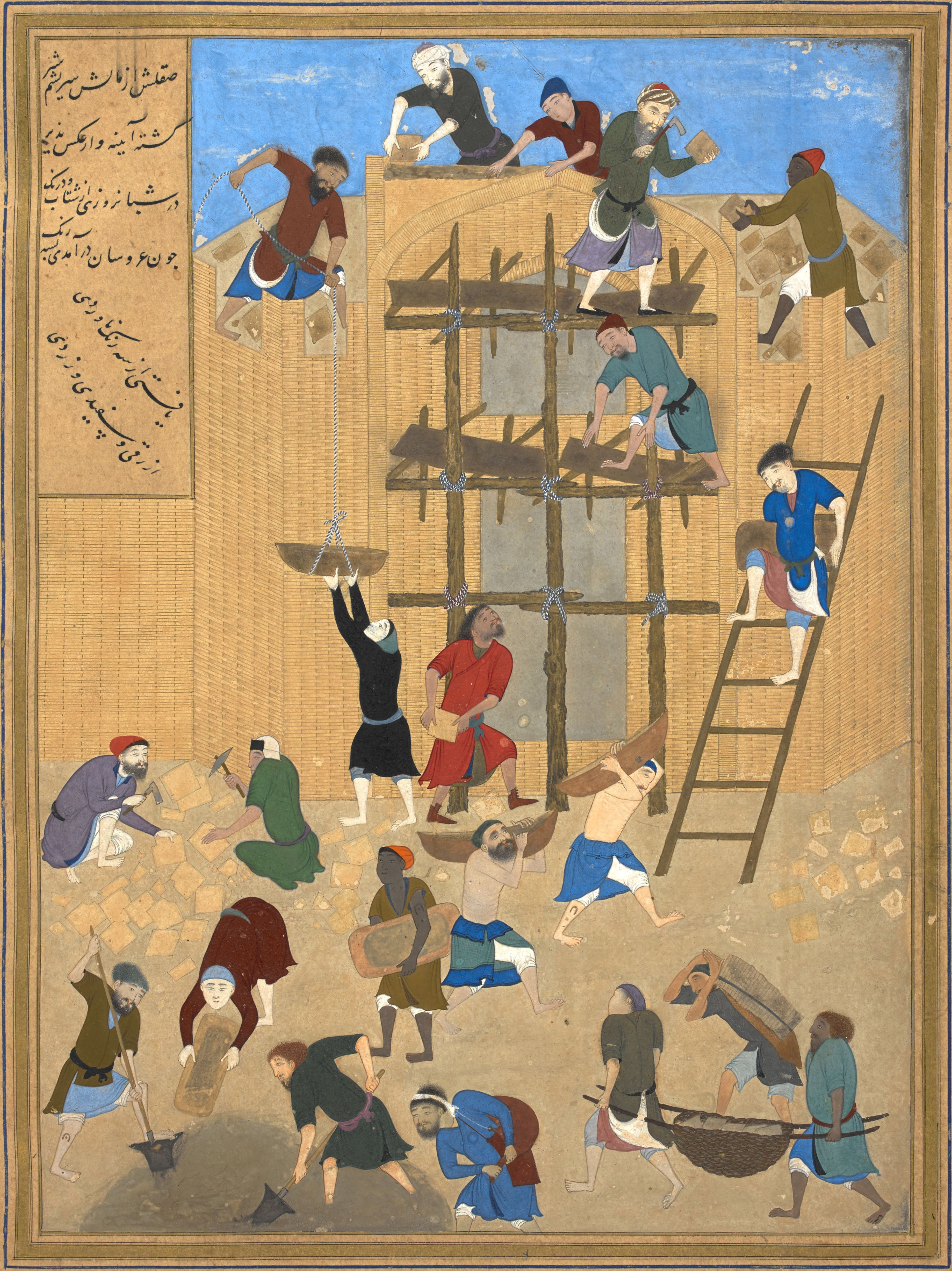
منمنمة من القرن الخامس عشر من مخطوط "خمسة" لنظامي بريشة بهزاد تصور بناء قصر الخورنق في الحيرة والذي بناه النعمان بن امرؤ القيس اللخمي في القرن الرابع الميلادي.

ومن الجدير بالذكر أن امرأ القيس أمضى سنين حكمه الأولى خاصة وهو يمني نفسه بقيام دولة عربية كبيرة ومستقلة عن نفوذ الإمبراطورية الساسانية. وقد مهد لذلك الهدف بمحاربة القبائل العربية أولا وإخضاعها داخليا لسلطانه، ثم بعد ذلك حارب شمرير عشى ملك الدولة الحميرية في اليمن وقلص نفوذه إلى ما وراء فجران. وفي عام 359 م واتت امرؤ القيس فرصة أخرى حينما توفى هرمز الثاني بن نرسى الذي لم يخلف وريثا لعرش الساسانيين ولكن كانت إحدى زوجاته حاملا فأوصى بالملك من بعده للحمل الذي في بطنها. فولدت غلاما هو سابور فلقب بذي الأكتاف ابن هرمز. وبايعته الفرس حين ولادته ولم يزل صغيرا، فاختلت شأن الإمبراطورية الساسانية إلى حين وطمع فيها من جاورها. فاستغل امرؤ القيس تلك الفرصة وأخذ يعمل على إنشاء الدولة العربية التي كان يحلم بها. ولما دانت له القبائل العربية أوعز إلى عبد القيس ومن يسكن البحرين من قبائل العرب بمهاجمة سواحل فارس فعبروا الخليج بسفنهم. وفي هذا يقول ابن الأثير: وسمع الملوك أن ملك الفرس صغير في المهد فطمعت في مملكته العرب والروم معاً، ولما كانت العرب أقرب إلى بلاد فارس سار جمع عظيم منهم في البحر-وبينهم من بني عبد القيس بالبحرين- إلى بلاد فارس وسواحل أردشيرفره، وغلبوا أهلها على مواشيهم ومعايشهم وأكثروا الفساد. ومن هذه الواقعة نستدل على أن مهاجمة الدولة الفارسية عن طريق البحر كان بأمر من امرئ القيس الذي كان يدأب على تكوين الدولة العربية التي كان يعاضدها عدد من القبائل العربية في منطقة الخليج.
ويرجح كذلك أن امرأ القيس قد أمر إياد بالإغارة على سواد العراق. وفي ذلك كتب ابن الأثير أيضا: وغلبت إياد على سواد العراق وأكثروا الفساد فيهم، فمكثوا حينا لا يغزوهم أحد من الفرس لصغر ملكهم وهذا دليل آخر على خضوع بقية القبائل العربية لسلطان امرئ القيس. ولكن الإخباريين سامحهم الله لا يرون للعرب دولة قبل الإسلام، فأهملوا عدداً من حقائق التاريخ لأنهم اعتمدوا في الغالب على الروايات الفارسية.
غير أننا نرى أن نستخلص مما تقدم بأن امرأ القيس قد قام فعلا بمحاولة تأسيس دولة عربية كبيرة امتد نفوذها من مشارف الشام وسواحل البحر الأحمر إلى حدود اليمن وسواد العراق بما في ذلك شطري الخليج العربي.
ولما ترعرع سابور ذو الأكتاف وبلغ من العمر 16 سنة تولى أمور مملكته فبادر إلى إصلاح أوضاعها الداخلية بسرعة، ثم تطلع إلى استرجاع حدود إمبراطورية أسلافه. ولهذا شرع بتوجيه جيوشه ضد العرب.
استطاع العرب في أوائل القرن الرابع الميلادي وبقيادة امرؤ القيس بن عمرو أن يؤسسوا أركان دولة عربية لو حالفتها الظروف لكان لها شأن يذكر في التاريخ.. ولكن الفرس استطاعوا القضاء عليها ولم تزل في بداية نشوئها.
ومنذ عام 325م إلى 378م مر العرب بفترة قاسية كانت من أسوأ الفترات التي مرت عليهم في تاريخهم القديم، فقد احتل الفرس الأطراف الشرقية من جزيرة العرب، واحتل الأحباش اليمن فقضوا على دولة الحميريين فيها، وغزا الروم الشام والأطراف الشمالية لبلاد العرب وبذلك قضوا على استقلال الدويلات التي كانت للعرب في اليمن والحيرة وتخوم الشام، ولم يبق بعيدا عن ذلك الاحتلال غير الحجاز وبعض أقسام نجد وباديتها.
وفي عام 378 م استطاع الحميريون بقيادة ملكيكرب ينعم أو ملك كرب (يهأمن) أن يحرروا اليمن من سيطرة الأحباش وبويع ملكيكرب ملكا على اليمن ولقب بملك سبأ وذو ريدان وحضرموت ويمنات. ولكن العرب لم يستطيعوا التخلص من أكبر دول العالم في ذلك العصر وهما دولتا الفرس والروم.
أما التبابعة في اليمن فقد وسعوا نفوذهم في جزيرة العرب في عهد أبو كرب. أسعد بن ملكيكرب وابنه حسان أضيف إلى لقبهما ملك سبأ وذو ريدان وحضرموت ويمنات وأعرابهم طودم (وتهمتم) أي وأعرابها في الجبال وتهامة. ويروى الأخباريون أن حسان بن أسعد بن ملكيكرب ساعد أخاه لأمه حجر بن عمرو سيد قبيلة كندة على تأسيس إمارة كندة التي امتد سلطانها على قبائل معد، وكانت هذه القبائل تابعة لسلطة تبابعة اليمن كما كانت إمارة المناذرة تابعة للفرس حينذاك.

## ملوك تنوخ
| الترتيب | الحـــاكــم                           | فترة الحكم |
| ------- | ------------------------------------- | ---------- |
| 1       | مالك بن فهم                           | 169-231    |
| 2       | عمرو بن فهم                           | 231-233    |
| 3       | جذيمة الأبرش                          | 233-268    |
| 4       | عمرو بن عدي                           | 268 - 295  |
| 5       | امرؤ القيس بن عمرو                    | 295 - 328  |
| 6       | عمرو بن امرئ القيس                    | 328 - 363  |
| 7       | أوس بن قلام                           | 363 - 368  |
| 8       | امرؤ القيس بن عمرو                    | 368 - 390  |
| 9       | النعمان بن امرئ القيس                 | 390 - 418  |
| 10      | المنذر بن النعمان                     | 418 - 462  |
| 11      | الأسود بن المنذر                      | 462 - 490  |
| 12      | المنذر بن المنذر                      | 490 - 497  |
| 13      | النعمان بن الأسود                     | 497 - 503  |
| 14      | أبو يعفر بن علقمة                     | 503 - 507  |
| 15      | امرؤ القيس بن النعمان                 | 507 - 514  |
| 16      | المنذر بن امرئ القيس                  | 514 - 554  |
| 18      | عمرو بن المنذر، الملقب بالمحرق الثاني | 554 - 569  |
| 19      | قابوس بن المنذر                       | 569 - 577  |
| 20      | فـيـشـهـرت                            | 577 - 578  |
| 21      | المنذر بن المنذر الثاني               | 578 - 582  |
| 22      | النعمان بن المنذر، الملقب بأبي قابوس  | 582 - 609  |

## مماليك تنوخ
تفرع اتحاد قبائل تنوخ إلى مملكتين تابعتين للروم وفارس:
- المناذرة في العراق. (266-618)
- الغساسنة في سوريا والأردن. (220-638)